# Wang Yifu
Wang Yifu (Pinyin: Wáng Yìfū) (Liaoning, 4 december 1960) is een Chinees voormalig schutter.
Wang Yifu was een van de succesvolste olympische schutters (van na 1932). Hij won op vijf Olympische Spelen zes medailles (2x goud, 3x zilver en 1x brons) op de 50 meter pistool en 10 meter luchtpistool.
Wang won zijn eerste medaille in Los Angeles op 23-jarige leeftijd. Ook op de ISSF wereldkampioenschappen won hij in zijn beide specialiteiten.

## Olympische medailles
- Los Angeles 1984
  -  - 50 meter pistool
- Barcelona 1992
  -  - 10 meter luchtpistool
  -  - 50 meter pistool
- Atlanta 1996
  -  - 10 meter luchtpistool
- Sydney 2000
  -  - 10 meter luchtpistool
- Athene 2004
  -  - 10 meter luchtpistool

1988: Tanjoe Kirjakov ·
1992: Wang Yifu ·
1996: Roberto Di Donna ·
2000: Franck Dumoulin ·
2004: Wang Yifu ·
2008: Pang Wei ·
2012: Jin Jong-oh ·
2016: Hoàng Xuân Vinh ·
2020: Javad Foroughi ·
2024: Xie Yu